# Сіяч (театр)
«Сіяч» — пересувний театр в УРСР у 1923—27 роках, обслуговував українську (інколи російську) провінцію. Головний режисер — В. Красенко, диригент — І. Бойченко, між виконавцями: М. Боярська, М. Малиш-Федорець, О. Петрусенко.
У репертуарі українська побутова класика і п'єси М. Куліша, М. Ірчана та ін.